# Edgar Bruun
Edgar Helge Bruun (* 4. August 1905 in Oslo; † 30. Oktober 1985 ebenda) war ein norwegischer Leichtathlet. Er war 1938 Europameisterschaftsdritter im 50-Kilometer-Gehen.
Bruun verbesserte am 28. Juni 1936 in Oslo die Weltbestzeit im 50.000-Meter-Gehen um dreieinhalb Minuten auf 4:26:41 Stunden. Fünf Wochen später trat er bei den Olympischen Spielen 1936 in Berlin über 50 Kilometer auf der Straße an und belegte in 4:34:53 Stunden den fünften Platz mit über zwei Minuten Rückstand auf den Gewinner der Bronzemedaille. Zwei Jahre später bei den Europameisterschaften 1938 in Paris siegte der Olympiasieger von Berlin Harold Whitlock vor dem Deutschen Herbert Dill; in 4:44:35 Stunden und mit vierzig Sekunden Rückstand auf Dill gewann Bruun die Bronzemedaille.
Ein Jahr nach dem Ende des Zweiten Weltkriegs fanden 1946 die ersten Europameisterschaften in Bruuns Heimatstadt Oslo statt. Es waren nur acht Geher am Start, von denen fünf das Ziel erreichten, Bruun wurde nach 39 Kilometern disqualifiziert. Bei den Olympischen Spielen 1948 in London erreichte Bruun den vierten Platz, hatte allerdings über vier Minuten Rückstand auf den Drittplatzierten. Vier Jahre danach erreichte Bruun 1952 in Helsinki den 17. Platz. Seine letzte große Meisterschaft waren die Europameisterschaften 1954 in Bern, bei der Bruun auf den neunten Platz ging.